# ゼネラル・アトミックス
- ジェネラル・アトミックス

ゼネラル・アトミックス（General Atomics）は、アメリカ合衆国・カリフォルニア州サンディエゴに本拠を置く企業である。

## 概要
名称にアトミックスとあるように元々は原子力関係の企業でジェネラル・ダイナミクス社の原子力部門として設立された経緯があり、世界初の原子力船ノーチラス (原子力潜水艦)も同社が手掛けた。主力商品である研究用原子炉のTRIGAは立教大学や武蔵工業大学、日本原子力研究開発機構の原子炉安全性研究炉として設置された。早くからM&Aによる多角化に着手しており、子会社に無人航空機分野で知られるジェネラル・アトミックス・エアロノーティカル・システムズがある。超高温原子炉や磁気浮上式鉄道のインダクトラックの開発にも着手している。

## 製品
- 原子炉
  - TRIGA
- 磁気浮上式鉄道
  - インダクトラック